# Whitesburg (Géorgie)
Pour les articles homonymes, voir Whitesburg.
Whitesburg est une ville américaine située dans le comté de Carroll, en Géorgie. Selon le recensement de 2020, sa population est de 596 habitants.